# 일 에르난데스
일 에르난데스(Hil Hernández, 1984년 12월 1일 ~ )는 칠레의 미인 대회 우승자, 저널리스트, 모델이다. 2006 미스 어스 우승자이다.